# Герой Труда Монгольской Народной Республики
Герой труда Монгольской Народной Республики, позже переименовано в Герой Монголии (монг. Монгол улсын хөдөлмөрийн баатар) — монгольское почётное звание, учреждённое в 1956 году. Одна из высших государственных наград МНР и Монголии, присуждаемая за выдающийся вклад в развитие государства.

## История
Награда учреждена указом Президиума Великого государственного хорала Монгольской Народной Республики № 234 от 31 декабря 1956 года. Согласно статуту ордена, к кавалерам этой почетной награды принадлежит и орден Сухэ-Батора. Впервые награда была вручена горняку в 1957 году. В 1958 году ее получил тракторист, а в 1959 году — пастух и дояр. Согласно конституции 1992 года название страны было изменено на «Монголия», а также звания соответственно на «Герой Труда Монголии».

## Известные награждённые
- Леонид Брежнев,
- Андриян Николаев,
- Валентина Терешкова[4],
- Юмжагийн Цеденбал[5][6],
- Жамсарангийн Самбу,
- Майдаржавын Ганзориг[7],
- Соронзонболдын Батцэцэг.[8][9]